# مدينة الوحوش (رواية)
مدينة الوحوش (بالإسبانية: La ciudad de las bestias)‏، (بالإنجليزية: City of the Beasts)‏
 هي إحدى روايات الروائية التشيلية إيزابيل الليندي وهي من روايات أدب الأطفال.

## نبذة قصيرة
هذه الرواية هي الجزء الأول من ثلاثية النسر والفهد للكاتبة ايزابيل الليندي وهي تجمع بين المغامرة والإثارة والخيال. وتدور احداث هذا الجزء عن فتى في الخامسة عشرة يذهب إلى رحلة استكشافية إلى غابات الأمازون مع جدته لتوثيق حياة وحش الأمازون ويتعرف على صديقة خلال الرحلة حيث يتبعان حدسهما لاستكشاف عالم غامض لم يكتشف من قبل.